# Krigen
Krigen ('De oorlog') is een Deense film uit 2015, geschreven en geregisseerd door Tobias Lindholm. De film ging in première op 5 september op het Filmfestival van Venetië in de sectie Orizzonti.

## Verhaal
Commandant Claus Michael Pedersen is met zijn compagnie gestationeerd in de provincie Helmand in Afghanistan. Ondertussen heeft Maria, de vrouw van Claus, het niet gemakkelijk in Denemarken, waar ze er alleen voor staat met de opvoeding van haar drie kinderen die hun vader missen. Tijdens een routinemissie valt de compagnie in een hinderlaag en wordt aangevallen door de taliban. De commandant wordt beschuldigd van oorlogsmisdaden.

## Rolverdeling
| Acteur           | Personage              |
| ---------------- | ---------------------- |
| Pilou Asbæk      | Claus Michael Pedersen |
| Søren Malling    | Martin R. Olsen        |
| Dar Salim        | Najib Bisma            |
| Tuva Novotny     | Maria Pedersen         |
| Charlotte Munck  | Lisbeth Danning        |
| Dulfi Al-Jabouri | Lutfi Hassan           |

## Productie
De film werd genomineerd als Deense inzending voor de beste niet-Engelstalige film voor de 88ste Oscaruitreiking en kwam op de “shortlist” voor de nominaties.